# Santeau
Santeau ist eine französische Gemeinde mit 393 Einwohnern (Stand 1. Januar 2022) im Département Loiret in der Region Centre-Val de Loire. Sie gehört zum Kanton Le Malesherbois und zum Arrondissement Pithiviers.

## Lage
Zu Santeau gehört neben der Hauptsiedlung auch der Weiler La Brosse bzw. Brosse-Saint-Mesmin. Südlich von La Brosse verläuft das Flüsschen Laye du Sud, im Norden die Laye du Nord, beides Zuflüsse der Essonne.
Nachbargemeinden sind Montigny im Nordwesten, Attray im Norden, Mareau-aux-Bois im Osten und Chilleurs-aux-Bois im Süden und im Südwesten.

## Bevölkerungsentwicklung

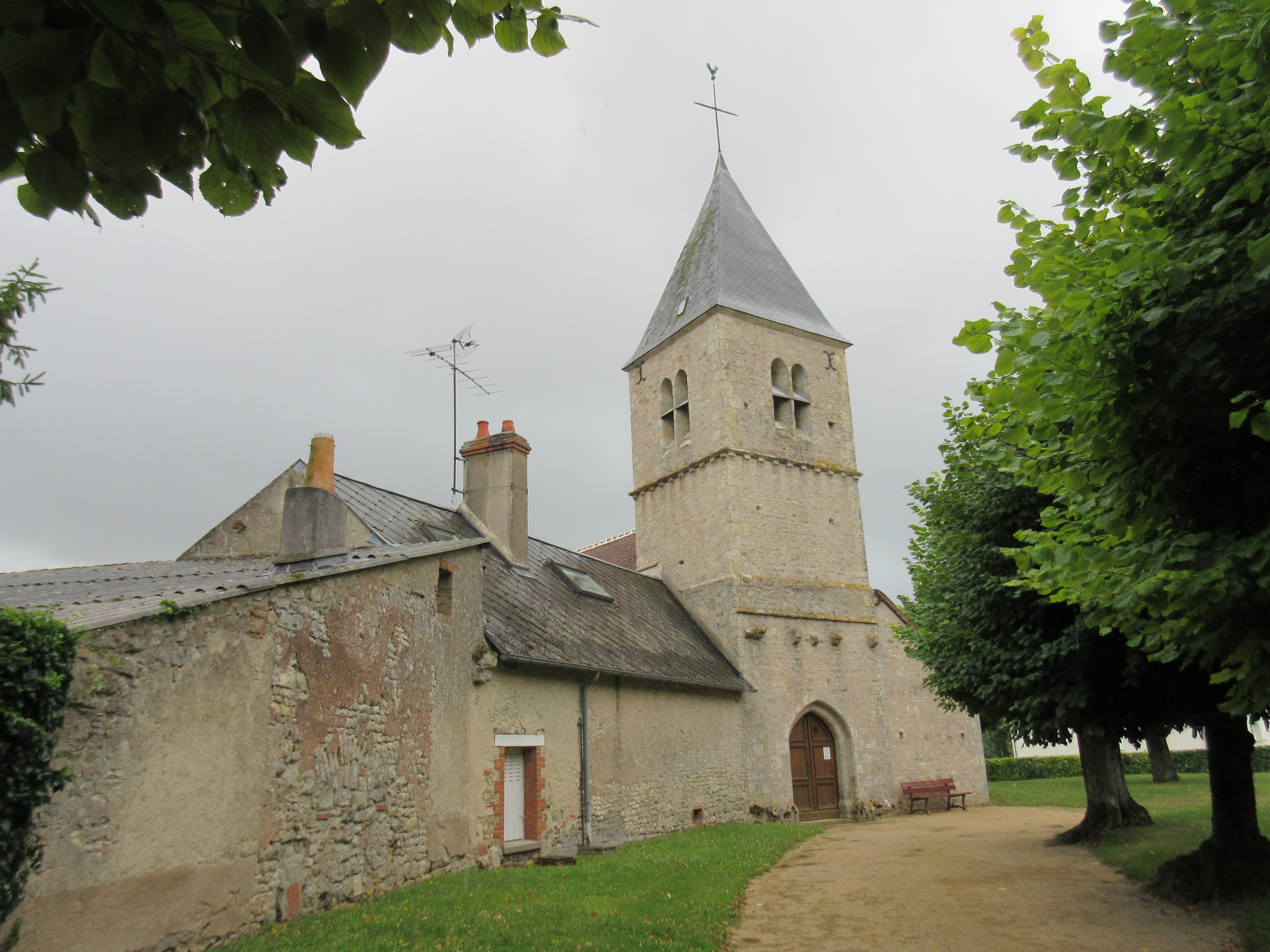
Kirche Saint-Germain

| Jahr      | 1962 | 1968 | 1975 | 1982 | 1990 | 1999 | 2008 | 2018 |
| --------- | ---- | ---- | ---- | ---- | ---- | ---- | ---- | ---- |
| Einwohner | 351  | 285  | 245  | 267  | 270  | 286  | 340  | 412  |